# أنغشت جان
أنغشت‌ جان هي قرية في مقاطعة شبستر، إيران. عدد سكان هذه القرية هو 213 في سنة 2006.